# Порт Алберни
Порт Алберни (енгл. Port Alberni) је град у Канади у покрајини Британска Колумбија. Према резултатима пописа 2011. у граду је живело 17.743 становника.

## Становништво
Према резултатима пописа становништва из 2011. у граду је живело 17.743 становника, што је за 1,1% више у односу на попис из 2006. када је регистровано 17.548 житеља.
| 2006.  | 2011.  |
| ------ | ------ |
| 17.548 | 17.743 |